# 七色のおばんざい
『七色のおばんざい』（なないろのおばんざい）は、NHK・よるドラシリーズの2005年第3弾作品であった日本のテレビドラマである。
2005年6月20日から同年7月28日まで全24話が放送された。NHK名古屋放送局製作。

## 作品概要
この作品は、柴田よしきの短編小説集『ふたたびの虹』をモチーフに描かれた作品で、名古屋市のオフィス街にある居酒屋「ばんざい屋」を舞台に、オフィス街で働くサラリーマンやOLの悲喜こもごもと、ばんざい屋の女将・悦子とのふれあい、さらに悦子自身の辛い過去の経験などを織り交ぜたほのぼの、かつしんみりとさせる人情劇に仕上げた。
主演・悦子役の相田翔子はWinkの活動停止以後、歌手、女優業およびバラエティ番組への出演を中心に行ってきたが、主演作品、かつ帯ドラマへの出演は本作が初めてとなった。

## 登場人物
吉永悦子：相田翔子
本名・谷山美鈴。「ばんざい屋」の女将で、店を明るく切り盛りしている。そんな彼女の隠された過去は、パリ留学時に知り合った画家の男・祭池と駆け落ちし、結婚。その後一人息子・雪弥を出産し、離婚した過去を持つ。
清水啓一：筧利夫
骨董屋「かほり」の主人。元商社マンで、骨董趣味が高じ店を開く。過去に結婚生活に失敗したトラウマから女性と付き合いにくくなっていたが、悦子と出会うことにより、自分自身を変えつつある。愛車は3代目（230型系）日産・セドリック2ドアハードトップ。
糸川ナミ：富司純子
悦子の元夫、祭池晃一郎の妹で、職業は美術プロデューサー。雪弥を引き取っている。悦子と祭池の離婚を不快に思い、悦子を目の敵にしている。

### その他の出演者
- 河田正一郎：江守徹
- 藤田研一：風間トオル
- 藤田美穂：美山加恋
- 坪井純一：杉浦太陽
- 八木浩美：佐藤仁美
- 糸川雪弥：笠原織人
- 長崎真奈美：田中美里（第1週ゲスト）
- 塚田万里：匠ひびき（第2、5、6週ゲスト）
- 八木祐子：中島ひろ子（第2周ゲスト）
- 八木隆夫：嶋尾康史（第2週ゲスト）
- 森口よしの：山田昌（第3週ゲスト）
- 貴子：宝生舞（第3週ゲスト）
- 郷田泉：秋本奈緒美（第4週ゲスト）
- 郷田敦史：多田木亮佑（第4週ゲスト）
- 郷田正斗：田中碧海（第4週ゲスト）
- 西山：デビット伊東（第5週ゲスト）
- 祭地晃一郎：峰岸徹（第6週ゲスト）

## 各週のタイトル
- 第1週（第1話 - 第4話） 過去からのプレゼント
- 第2週（第5話 - 第8話） 家族になりたい
- 第3週（第9話 - 第12話） 花は知っていた
- 第4週（第13話 - 第16話） お母さんのにおい
- 第5週（第17話 - 第20話） 夢のかなうところ
- 第6週（第21話 - 第24話） ふたたびの虹

## スタッフ
- 脚本 : 長川千佳子
- 音楽 : 小六禮次郎
- 演出 : 西谷真一、 海辺潔

## 主題歌
- 『スッピンと涙。』 
  - 作詞：つんく / 作曲：KAN / 編曲：鈴木俊介 / 歌：後藤真希（ピッコロタウン/アップフロントワークス）

| NHK 連続ドラマ（よるドラ） | NHK 連続ドラマ（よるドラ） | NHK 連続ドラマ（よるドラ） |
| 前番組                     | 番組名                     | 次番組                     |
| -------------------------- | -------------------------- | -------------------------- |
| 笑う三人姉妹               | 七色のおばんざい           | ダイヤモンドの恋           |